# Ritterella iturupica
Ritterella iturupica är en sjöpungsart som beskrevs av Beniaminson 1974. Ritterella iturupica ingår i släktet Ritterella och familjen klumpsjöpungar. Inga underarter finns listade i Catalogue of Life.